# Боа ле Роа (Сена и Марна)
Боа ле Роа (фр. Bois-le-Roi) је насељено место у Француској у региону Париски регион, у департману Сена и Марна.
По подацима из 2011. године у општини је живело 5649 становника, а густина насељености је износила 817,51 становника/km².

## Демографија
| 1962. | 1968. | 1975. | 1982. | 1990. | 2011. |
| ----- | ----- | ----- | ----- | ----- | ----- |
| 2.791 | 2.782 | 3.044 | 3.395 | 4.744 | 5.649 |